# Théorème spectral
En mathématiques, et plus particulièrement en algèbre linéaire et en analyse fonctionnelle, on désigne par théorème spectral plusieurs énoncés affirmant, pour certains endomorphismes, l'existence de décompositions privilégiées, utilisant en particulier l'existence de sous-espaces propres.

Une illustration du théorème spectral dans le cas fini : un ellipsoïde possède (en général) trois axes de symétrie orthogonaux (notés ici x, y et z).

Le cas le plus élémentaire concerne les matrices symétriques représentant les formes quadratiques en dimension finie ; le théorème spectral correspondant, démontré par Karl Weierstrass en 1858, affirme que ces matrices sont toutes diagonalisables dans les réels, par l'intermédiaire d'un changement de base orthonormée ; un exemple de conséquence géométrique de ce résultat est l'existence, pour les quadriques non dégénérées, de trois axes de symétrie orthogonaux, les axes principaux, mais il a d'autres conséquences importantes dans des domaines mathématiques variés (équations différentielles, classification des formes quadratiques, calcul numérique, statistiques) ainsi qu'en physique, pour des questions de mécanique générale du solide ou du point.
La généralisation à la dimension infinie est l'objet de la théorie spectrale. Elle est indispensable à la physique du XXe siècle, par exemple en mécanique quantique.

## Dimension algébrique de la propriété

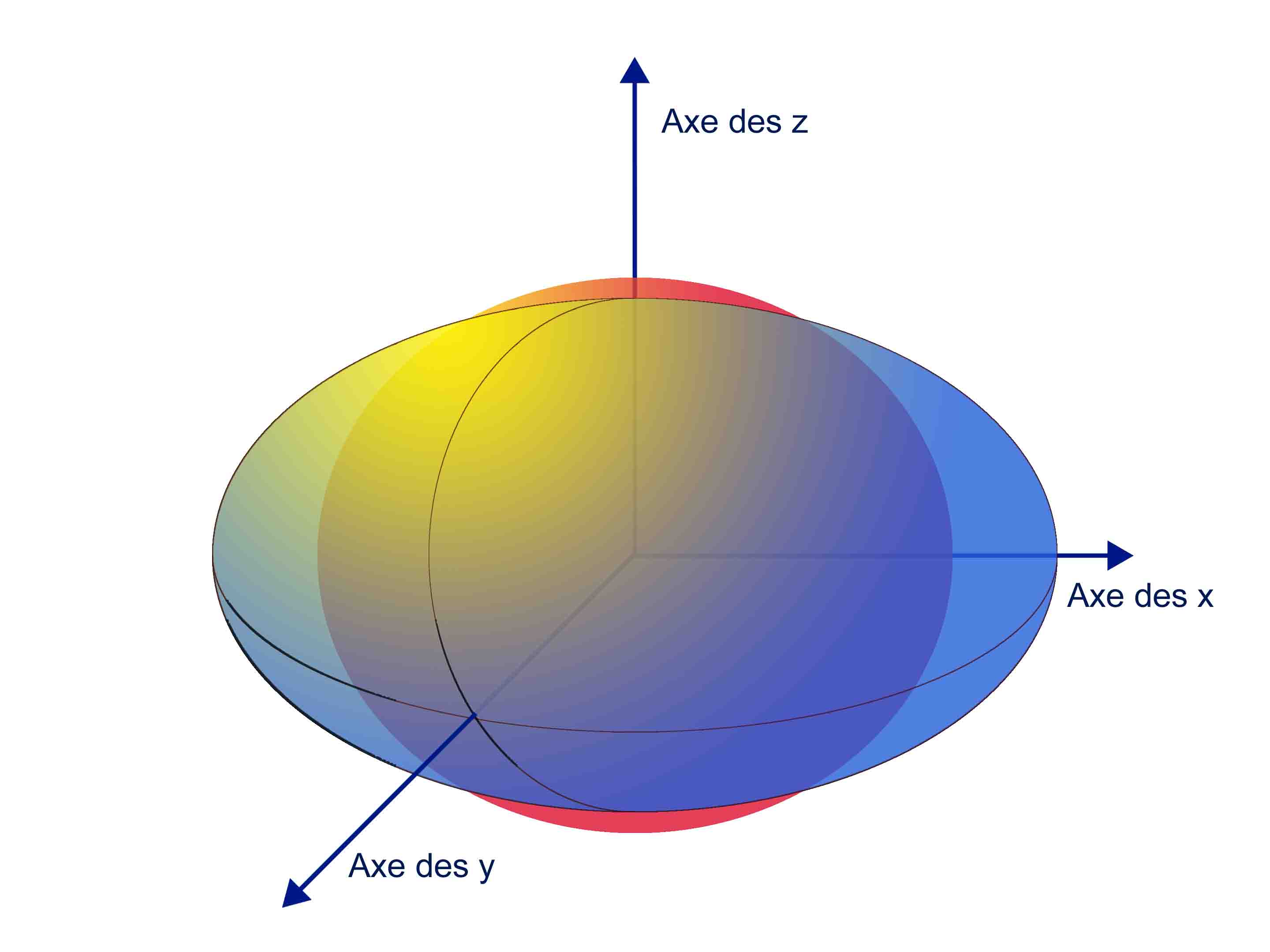
La sphère rouge représente la sphère unité pour la première forme, la figure bleue représente la sphère unité pour la deuxième forme dans la mesure où celle-ci est définie positive. La figure bleue est un ellipsoïde dont les axes sont orthogonaux pour la première forme.

Une quadrique est un objet structurant, un cas particulier essentiel est celui de la sphère, définir un tel objet dans un espace vectoriel revient à le munir d'une distance spécifique, dite euclidienne. Une méthode couramment utilisée consiste à utiliser une forme quadratique, c'est-à-dire une application de l'espace dans l'ensemble des réels positifs. La distance est définie comme la racine carrée de la forme quadratique du vecteur reliant les deux points. Utiliser la forme quadratique à la place de la distance est commode. Les racines carrées disparaissent, permettant une expression plus simple des formules. Ainsi, le théorème de Pythagore dans le plan s'écrit, si Φ est la forme quadratique associée à la distance et si θ1 et θ2 correspondent aux carrés des coordonnées dans une base orthonormée, par Φ = θ1 + θ2. Dans le cas d'une dimension finie n quelconque : Φ = θ1 + θ2 + … + θn.
Une telle forme correspond à un cas particulier de quadrique. Elle est aussi définie par un polynôme de degré deux. Il est néanmoins homogène, c'est-à-dire qu'il ne contient que des termes de degré deux. Une quadrique homogène définit une deuxième forme quadratique Ψ et en conséquence une autre distance. Graphiquement, le contexte de la propriété de l'article est illustré par la figure de gauche. La distance d'origine est définie par la sphère rouge et celle de la quadrique associée à Ψ, par l'ellipsoïde bleu. Il existe alors une base qui respecte l'orthogonalité des deux formes quadratiques. Si l'orthogonalité est respectée, il n'en est pas de même pour les longueurs. Ainsi, le vecteur unitaire de l'axe des x pour la distance originale (en rouge) est de longueur plus petite pour la nouvelle distance (en bleu), d'où la nécessité d'un coefficient s1 pour passer d'une distance à l'autre.

Seules les ellipsoïdes définissent une distance euclidienne. Un hyperboloïde définit une distance de nature différente, utilisée par exemple pour la relativité restreinte.

C'est en ces termes que Weierstrass exprime son théorème. Le vocabulaire évolue un peu avec le temps, le terme maintenant utilisé est celui de forme quadratique quand il parle de fonction homogène du second degré :

« Soit Φ, Ψ des fonctions entières homogènes du deuxième degré de n variables […] à coefficients réels et dont la première conserve un signe constant et ne s'annule pas [… soient s1, … , sm les racines de det(sΦ – Ψ)] ; il existe alors des fonctions homogènes […] θ1, θ2, …, θm, de degré deux [… telles que …] Φ =  θ1 + θ2 + … + θm [et] Ψ = s1θ1 + s2θ2 + … + smθm […]. »

Un tel formalisme généralise la notion de distance. Les réels si n'ont aucune raison d'être tous positifs. Si tel n'est pas le cas, la sphère unité prend une apparence différente, analogue à un hyperboloïde. Une telle géométrie est utilisée en physique, dans le cadre de la relativité restreinte.
Enfin, il existe un pont entre les formes quadratiques et les applications linéaires, construit à l'aide du produit scalaire. Il est ici noté ⟨∙, ∙⟩, c'est-à-dire que le produit scalaire de deux vecteurs u et v est noté ⟨u, v⟩. À une application linéaire a de l'espace dans lui-même (appelé endomorphisme), est associé la forme quadratique Φa définie par Φa(u) = ⟨a(u) , u⟩. Il existe de bons endomorphismes pour définir les formes quadratiques, ils sont nommés autoadjoints. Ils correspondent à ceux dont la matrice, dans une base orthonormale est symétrique, c'est-à-dire que les coefficients sont en miroir par rapport à la première diagonale. L'étude des endomorphismes autoadjoints est l'origine de la question traitée dans cet l'article.

## Histoire

### Origine mécanique

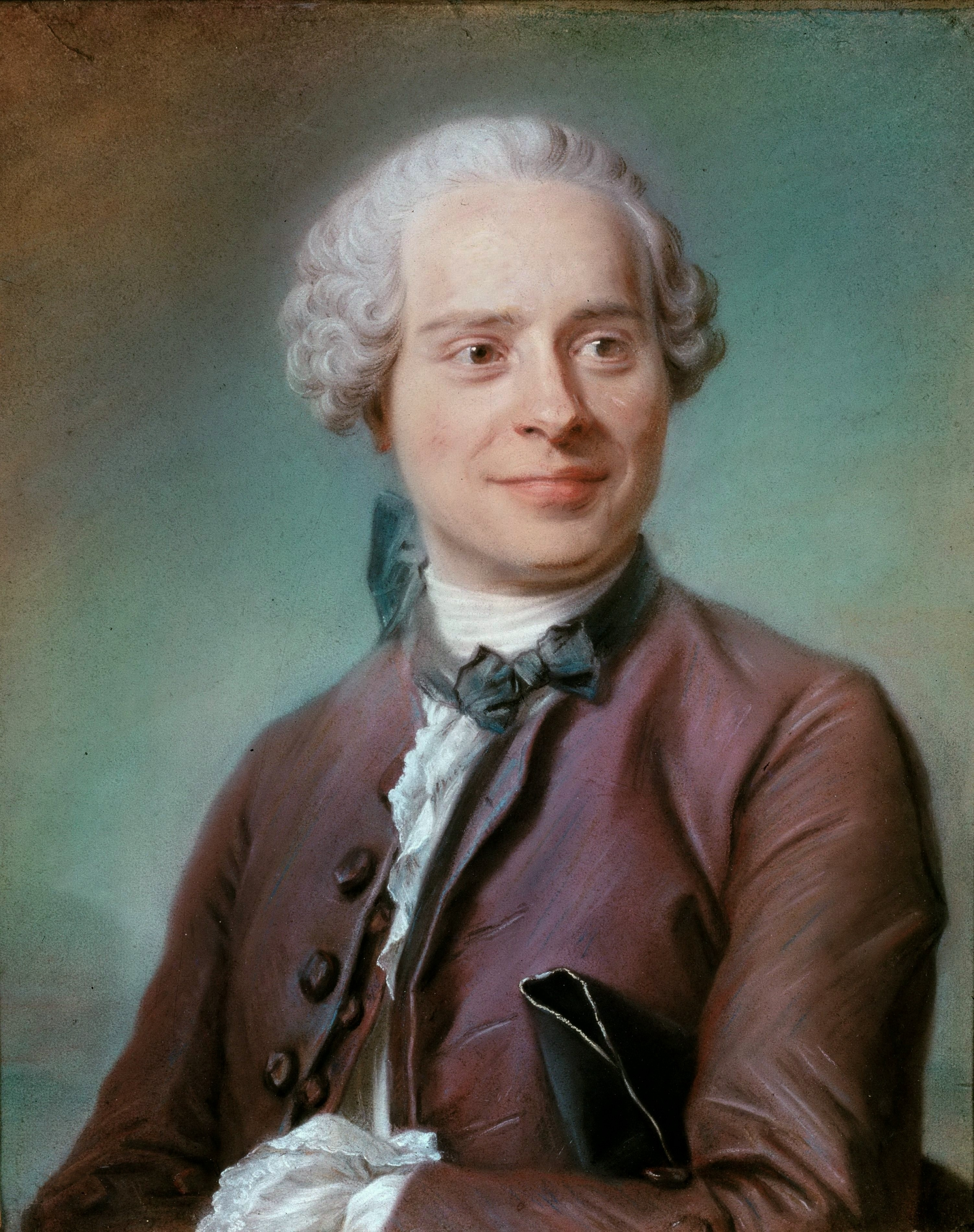
Jean le Rond d'Alembert comprend l'utilité de la transformation, que l'on appellera plus tard la diagonalisation d'une matrice.

Plus d'un siècle avant la démonstration du théorème, apparaît ce qui, plus tard, sera considéré comme une matrice symétrique. Jean le Rond d'Alembert cherche à connaitre le mouvement d'une corde vibrante. Il modélise le phénomène par un élastique dont la masse est rassemblée en des points régulièrement espacés. Le problème mathématique correspond à une équation différentielle linéaire. Si les variations sont suffisamment petites, les coefficients associés sont constants. Leonhard Euler propose une méthode dite des coefficients indéterminés pour expliciter la solution. Contrairement aux prévisions de Daniel Bernoulli, une approche analytique permet de trouver une solution conforme à ses expériences : « Je me contenterai de dire que l’on remarque aisément dans les valeurs de x & de y trouvées ci-dessus, la double oscillation que M. Bernoulli a observée dans le mouvement du pendule dont il s’agit. ». Néanmoins, les prétentions à la généralité de d'Alembert se révèlent inexactes. Les coefficients indéterminés permettent uniquement de résoudre les cas où seules deux ou trois masses sont présentes.
Pour traiter le cas d'un nombre de masses plus important, Joseph-Louis Lagrange développe une nouvelle approche. Il utilise une pratique polynomiale spécifique s'affranchissant de la méthode des coefficients indéterminés. Grâce au fait que les coefficients sont en miroir, ce qui, en terme moderne se traduit par le fait que l'endomorphisme est auto-adjoint, il utilise une astucieuse méthode sur les primes et les indices. Le polynôme trouvé correspond à ce qui est maintenant nommé le polynôme caractéristique.
La méthode utilisée est relativement générique. Elle correspond à une approximation linéaire tangente, à ce titre elle fait partie d'une vaste théorie dite des perturbations. Elle suppose aussi que l'endomorphisme associé est symétrique. Enfin, elle ne fonctionne que si les racines du polynôme caractéristique, maintenant appelé valeurs propres, sont toutes distinctes, enfin le cas des racines imaginaires fait peur. Les savants de l'époque en ont bien conscience : « d’où l’on voit que le système est susceptible d’autant de différents mouvements isochrones que l’équation P = 0 a de racines réelles négatives et inégales. »

### Développement astronomique

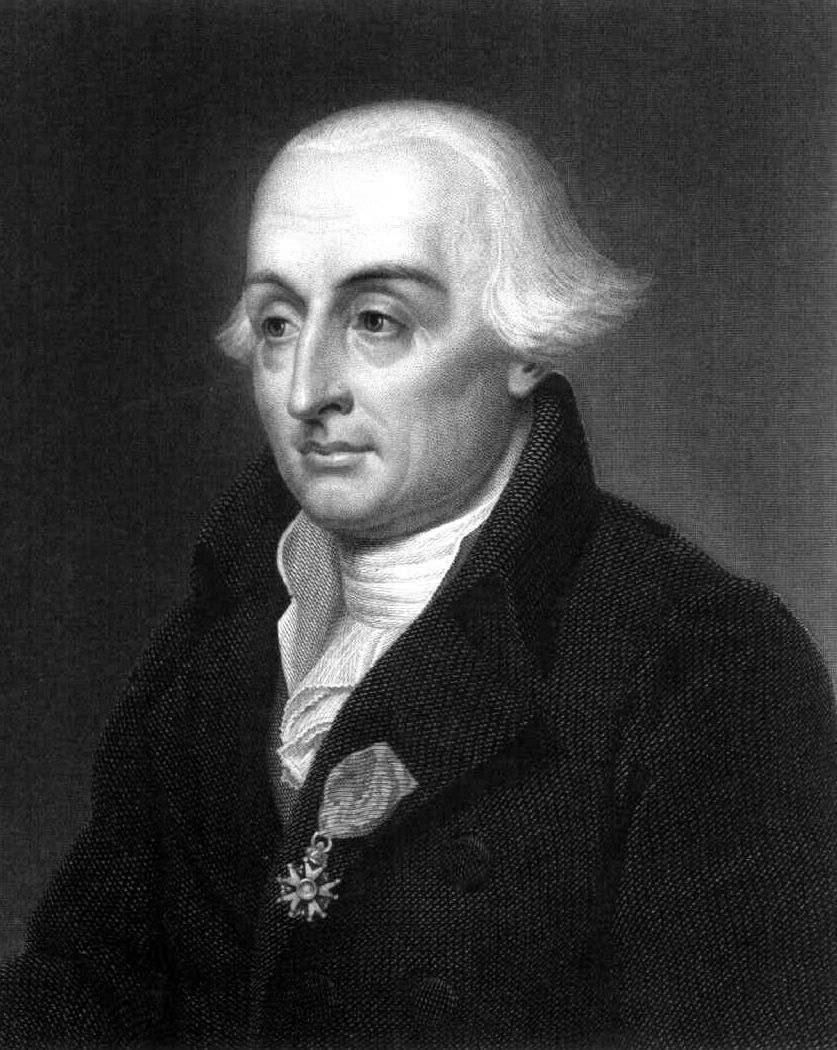
Joseph-Louis Lagrange étudie les perturbations des trajectoires des planètes engendrées par les autres masses que le Soleil. La méthode proposée met en évidence des perturbations séculaires, phénomène qui s'avère être un moteur essentiel de la théorie pendant tout le XIXe siècle.

Une autre situation entre dans le domaine de validité de la méthode : celle de la trajectoire des planètes. En plus de l'attraction solaire, les planètes s'attirent entre elles et engendrent de petites perturbations. Lagrange les décrit de la manière suivante :

« Ces variations sont de deux espèces : les unes périodiques et qui ne dépendent que de la configuration des Planètes entre elles ; celles-ci sont les plus sensibles, et le calcul en a déjà été donné par différents Auteurs ; les autres séculaires et qui paraissent aller toujours en augmentant, ce sont les plus difficiles à déterminer tant par les observations que par la Théorie. […] Ces dernières altèrent les éléments mêmes de l’orbite, c'est-à-dire la position et la dimension de l’ellipse décrite par la planète ; et quoique leur effet soit insensible dans un court espace de temps, il peut néanmoins devenir à la longue très considérable. »

Les variations séculaires fascinent, la stabilité du système solaire est menacée. Cet aspect s'avère un moteur théorique essentiel pour la compréhension du sujet de cet article. S'il existe une méthode numérique opérationnelle, elle ne peut garantir un résultat théorique tant que deux questions ne sont pas résolues. Que se passe-t-il s'il existe une valeur propre multiple ? Et sont-elles toutes réelles ?

« […] il peut néanmoins arriver qu’il y en ait d’égales ou d’imaginaires ; mais il est facile de résoudre ces cas par les méthodes connues : nous observerons seulement que, dans le cas des racines égales, les valeurs de s, s1, s2,…, u, u1, u2,… contiendront des arcs de cercle, et que dans celui des racines imaginaires ces valeurs contiendront des exponentielles ordinaires ; de sorte que, dans l’un et l’autre cas, les quantités dont il s’agit croîtront à mesure que t croît ; par conséquent la solution précédente cessera d’être exacte au bout d’un certain temps ; mais heureusement ces cas ne paraissent pas avoir lieu dans le Système du monde. »

La stabilité des perturbations du premier ordre, celles traitées par la méthode de Lagrange, fait couler beaucoup d'encre. La réponse qu'il propose est celle du calcul effectif. Il suppose qu'une planète n'est en interaction qu'avec quatre autres et développe une méthode de substitution sur les polynômes pour en extraire les racines, qui s'avère soixante ans plus tard le point de départ de la théorie de Galois. Il en déduit :

« Cependant il ne parait pas impossible de parvenir, par quelque artifice particulier, à décider cette question d’une manière générale ; et comme c’est un objet également intéressant pour l’analyse et pour l’Astronomie physique, je me propose de m’en occuper. En attendant, je me contenterai de remarquer que, dans le cas présent, les racines trouvées sont trop différentes entre elles pour qu’un petit changement dans les masses adoptées puisse les rendre égales, et encore moins imaginaires »

Pierre-Simon de Laplace ne se contente pas de la réponse numérique de Lagrange. Elle n'offre pas à son goût de garantie suffisamment solide de stabilité, que se passe-t-il avec la prise en compte de plus de planètes? Il démontre que la disposition en miroir des coefficients ainsi que la nature de leur valeur imposent une convergence si seuls les effets du premier ordre sont pris en compte. Sa méthode néanmoins ne possède aucun caractère générique et ne fait pas avancer les mathématiques. L'avenir montrera de plus que la convergence des perturbations d'ordre 1 ne garantit en rien la stabilité recherchée.

### Géométrie analytique

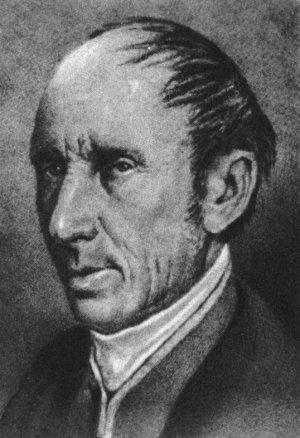
Augustin Louis Cauchy donne une dimension géométrique au problème.

Dans les années 1820, Augustin Louis Cauchy s'attelle à cette question. Il n'est pas un novice en algèbre, son traité sur les déterminants fait autorité. Son approche, si elle reste analytique, diffère radicalement de celle de Lagrange, qui se décrit ainsi :

« Les méthodes que j'y expose ne demandent ni constructions ni raisonnements géométriques ou mécaniques, mais seulement des opérations algébriques assujetties à une marche régulière et uniforme. »

Cauchy découvre la dimension géométrique de la question. Il axe son analyse sur l'étude des quadriques. Elles sont définies de manière analytique par une forme quadratique, qu'il exprime comme un polynôme homogène du deuxième degré. Il remarque que, dans le cas de la dimension trois, il existe trois plans, définis par le choix de deux vecteurs pris parmi trois, qui divisent la quadrique en deux parties symétriques. Ces trois vecteurs sont orthogonaux et peuvent être choisis de longueur 1. Pour trouver ces vecteurs, Cauchy analyse les extrema de la surface à l'aide des dérivées partielles. Il établit la correspondance entre ces axes et les vecteurs propres de l'application linéaire associé. Un calcul de déterminant, fondé sur les techniques qu'il a développées dans le passé lui permettent d'expliciter les valeurs propres, il correspond maintenant à ce qui est appelé le polynôme caractéristique, le même qu'avait trouvé Lagrange par des méthodes différentes.
Cauchy voit ainsi la question sous trois angles : trouver les valeurs propres et les vecteurs propres d'une application linéaire, étudier les formes quadratiques et classifier les quadriques. Il applique cette triple approche à trois situation : en géométrie, la classification de nombreuses surfaces du second degré dans un espace de dimension quelconque ; en mécanique, l'étude des axes d'inertie d'un solide en rotation ; enfin, en astronomie, l'étude des variations séculaires.
Cette méthode possède deux faiblesses, toujours les mêmes. Si le polynôme caractéristique possède une racine multiple, alors il est impossible de déterminer les vecteurs propres et la nature réelle ou complexe des valeurs propres reste inconnue. Dans le cas des axes d'inerties d'un solide, un artifice particulier, associé à son aspect tridimensionnel permet de résoudre la question, mais le cas général reste un mystère :

« D’après ce qui a été dit ci-dessus, il ne peut rester de doutes sur l’exactitude du théorème I, si ce n’est dans le cas où quelques valeurs de s vérifieraient à la fois deux des équations (36) S = 0, R = 0, Q = 0, …, prises consécutivement. »

La révolution de 1830, ainsi que la position politique de Cauchy (il est légitimiste) lui impose l'exil et l'arrêt de ses travaux. Une décennie plus tard, il revient sur ces questions pour mieux comprendre la propagation des ondes lumineuses ou d'origine élastique. Ces travaux donnent lieu à la création de l'expression polynôme caractéristique, ou plus précisément dans les textes de Cauchy d'équation caractéristique,. Les travaux de Cauchy sur la stabilité du système solaire se traduisent in fine par un apport opposé à celui de Laplace : une importante avancée théorique associée à une absence de résultat concret.

### Arithmétique et algèbre

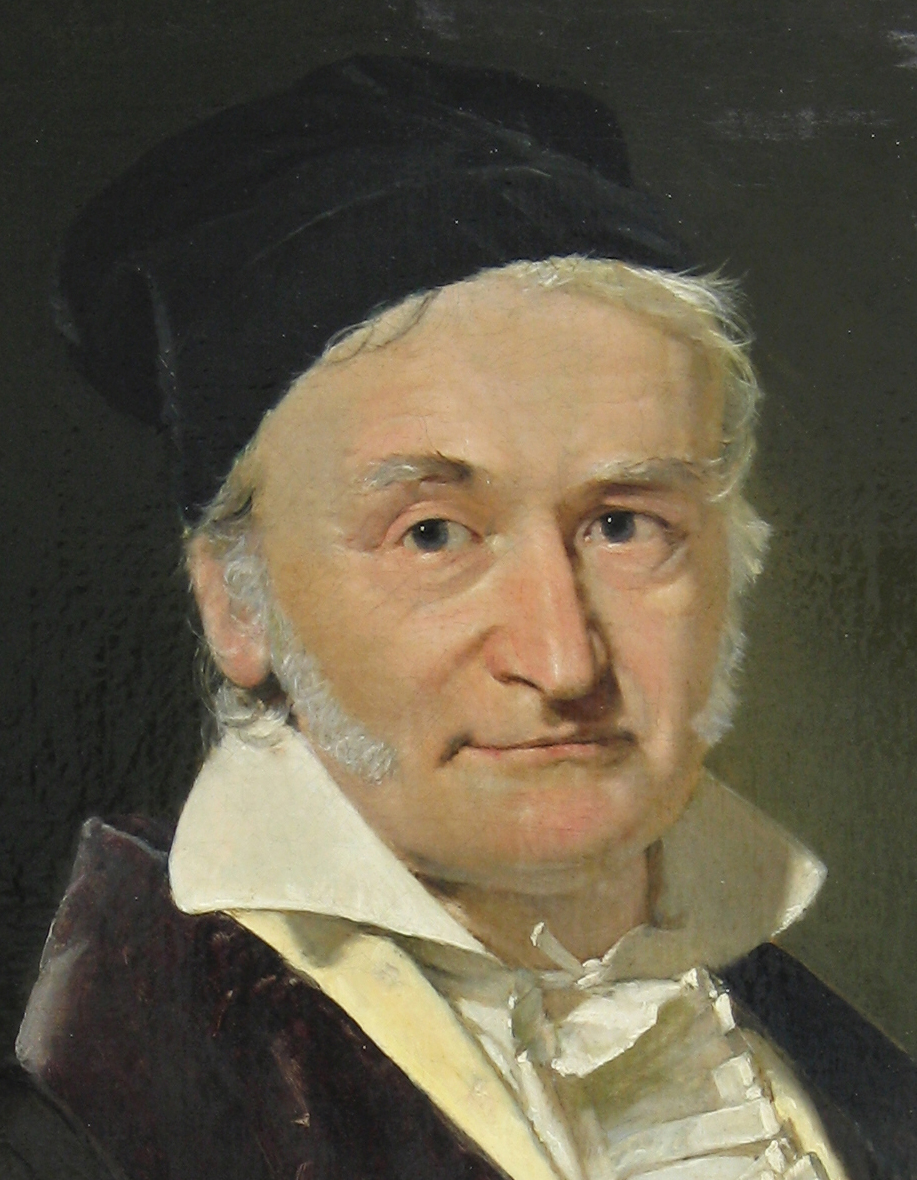
Avec l'arithmétique, Carl Friedrich Gauss introduit en Allemagne une approche purement algébrique pour l'étude des formes quadratiques.

Le problème des variations séculaires peut aussi être mis en relation avec un vieux problème d'arithmétique soulevé par Fermat et maintenant appelé théorème des deux carrés. La question posée est celle des nombres premiers s'exprimant sous la forme de deux carrés d'entiers. D'une manière plus générale cette question est reliée aux valeurs que peut prendre la forme quadratique x2 + y2 si x et y prennent des valeurs entières. Un regard encore plus général est celui des valeurs que peut prendre une forme quadratique quelconque sur les entiers. Il amène aux théorème des trois et des quatre carrés.
Un élément de réponse pour cette question correspond à la classification des formes quadratiques, en classes d'équivalence. Deux formes quadratiques Φ et Ψ sur un Z module M sont dites équivalentes s'il existe un endomorphisme bijectif f de M tel que Φ soit égal à la composée de Ψ et de f. Autrement dit si les formes quadratiques représentent le même objet dans deux bases différentes. Les formes ont la même image, il suffit donc de connaitre l'image d'une unique forme dans chaque classe pour résoudre une large famille d'équations diophantiennes. Cette classification arithmétique des formes quadratiques est initiée par Adrien-Marie Legendre en 1798 et rapidement poursuivi par Carl Friedrich Gauss en 1801. Cette démarche, éminemment linéaire, est à l'origine par Gauss de la première utilisation du terme déterminant.
La connaissance des formes quadratiques ne manquent pas d'avoir des applications. Un nouvel exemple est rapidement fourni, encore par l'astronomie. Les données associées à la trajectoire d'un corps céleste sont à la fois nombreuses et toutes entachées de petites erreurs. Utiliser la méthode des moindres carrés pour estimer précisément la trajectoire est fructueux et permet à Gauss de retrouver l'astéroïde Cérès (les détails sont données dans l'article sur la méthode des moindres carrés). Cette méthode consiste à trouver le minimum d'une forme quadratique, soit encore le vecteur propre de la plus petite valeur propre associée. Legendre est le premier à publier ce résultat, cependant Gauss ne lui reconnait pas la paternité de cette découverte. La réaction de Legendre est brutale : Cette impudence excessive est incroyable chez un homme au mérite personnel suffisant pour ne pas avoir besoin de s'approprier les découvertes d'autrui.

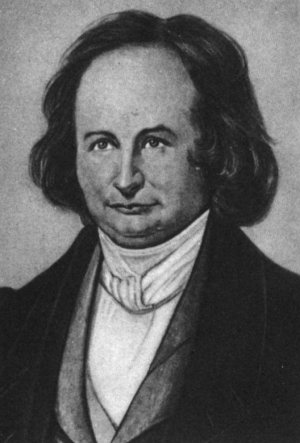
Charles Gustave Jacob Jacobi démontre que toute forme quadratique possède une base orthogonale.

Dans le cas d'un espace vectoriel réel de dimension finie, la réduction d'une forme quadratique est réalisée par Charles Gustave Jacob Jacobi. Il montre qu'elles sont toutes équivalentes à une combinaison linéaire de carrés dont le coefficient est égal soit à 1 soit à –1. Ce résultat est redécouvert par James Joseph Sylvester et appliqué au principe de l'inertie des solides. Il porte maintenant son nom. La distance entre le théorème de l'article et le savoir de l'époque devient ténue. Le résultat de Jacobi exprime que toute forme quadratique possède une base orthogonale. Il suffit d'en adjoindre une autre, définie positive pour conclure, ce que fait Weierstrass en 1858. Les techniques utilisées, comparables à celles des démonstrations données dans cet article, sont infiniment plus simples que celles de Cauchy.
Cette approche algébrique, dont l'Allemagne est probablement le plus riche contributeur avec Gauss, Jacobi, Eisenstein ou Dirichlet est la solution, non seulement d'un problème d'algèbre, mais aussi des questions que se posent les français depuis longtemps. Weierstrass en a parfaitement conscience :

« [Le problème] a été complètement résolu par Cauchy, Jacobi etc. pour le cas où l’on ne trouve aucune grandeur égale parmi s1, s2, …, sn. Il n'est pas encore résolu en revanche dans les circonstances exceptionnelles où les racines de l’équation f(s) = 0 ne sont pas différentes l’une de l’autre, la difficulté qui se présente alors aurait déjà du être éclaircie et je propose de l'examiner attentivement plus en détail. Je ne pensais pas initialement qu'une solution serait possible sans des discussions spécifiques aux nombreux cas différents qui peuvent se produire. Il me fallait espérer que la résolution du problème soit susceptible d’une méthode indifférente à la multiplicité des grandeurs s1, s2, …, sn. »

Le théorème de Weierstrass éclaire la question des variations séculaires sous un autre angle, l'auteur du théorème conclut :

« Après avoir indiqué et énoncé la forme des intégrales, Lagrange a conclu que, comme les oscillations x1, dx1/dt restent toujours petites si elles le sont à l'origine, l’équation ne peut pas avoir de racines égales car les intégrales pourraient devenir arbitrairement grandes avec le temps. La même affirmation se trouve répétée chez Laplace lorsqu’il traite dans la Mécanique céleste des variations séculaires des planètes. Beaucoup d’autres auteurs, comme Poisson, mentionnent cette même conclusion. Mais cette conclusion n'est pas fondée […] et, si la fonction Ψ reste négative et de déterminant non nul, on peut énoncer le même résultat, que les racines de l’équation f(s)=0 soient ou non toutes distinctes ; l'homogénéité de cette conclusion n'a pu être découverte dans la passé car on a toujours envisagé ce cas [des racines multiples] par des approches particulières. »

S'il est définitivement établi que les variations du premier ordre ne peuvent en aucun cas déstabiliser le système solaire, la question reste néanmoins ouverte : l'astronome Urbain Le Verrier montre que les termes d'ordre deux ne peuvent être négligés. Il faut attendre le siècle suivant et le talent de Henri Poincaré pour conclure positivement.

## Formalisation algébrique

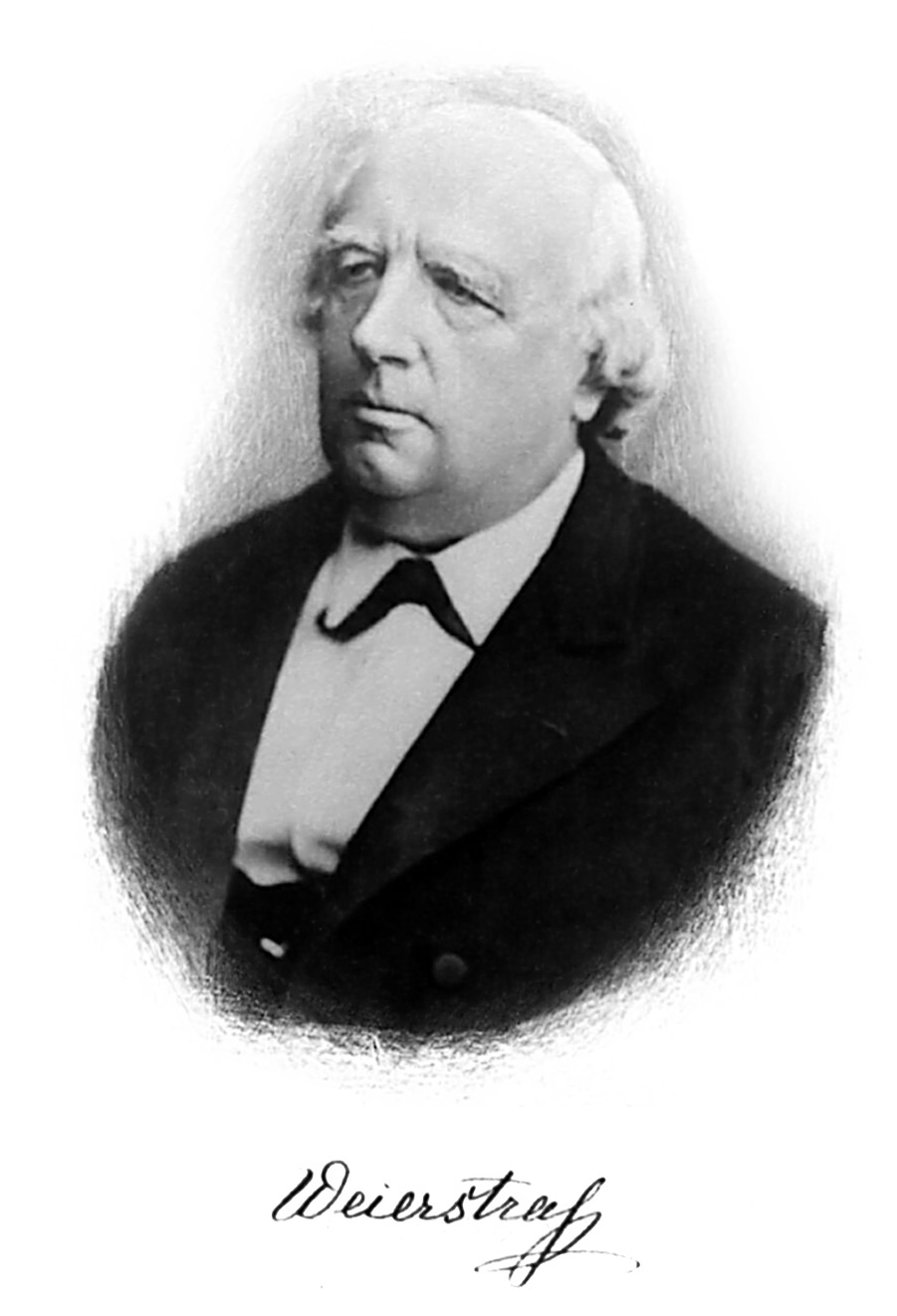
Karl Weierstrass propose la formulation algébrique de la propriété des quadriques, souvent connue sous le nom de théorème spectral.

Le théorème spectral ne peut s'énoncer rigoureusement que dans un formalisme algébrique. C'est celui qui finit par prévaloir historiquement. Les démonstrations de Cauchy sont plus longues et surtout moins exhaustives (même s'il est possible de retrouver l'intégralité des propriétés). Les énoncés sont plus concis et enfin, la formalisation algébrique s'adapte mieux aux applications dans des domaines divers.
Le formalisme contemporain modifie peu l'expression du théorème de Weierstrass, qui prend le nom de « théorème spectral » ; ce théorème possède de nombreuses généralisations en dimension infinie portant le même nom. Cette formulation possède un corollaire immédiat : toute forme Ψ quadratique ou hermitienne possède une base orthogonale B telle que l'image de tout élément de B par Ψ est égale à 1, -1 ou 0 (ou même simplement 1 ou 0 dans le cas hermitien).
Théorème spectral en dimension finie, pour les formes — 
Soient E un espace vectoriel de dimension finie sur le corps des réels (resp. des complexes) et Φ, Ψ deux formes bilinéaires symétriques (resp. sesquilinéaires hermitiennes) de E telles que Φ soit définie positive. Alors il existe une base B de E orthonormée pour Φ et orthogonale pour Ψ. Dans cette base, les coefficients de la matrice associée à Ψ sont tous réels.
Ce résultat se déduit de l'un ou l'autre des deux suivants :
Théorème spectral en dimension finie, pour les endomorphismes — 
Tout endomorphisme auto-adjoint d'un espace euclidien ou hermitien est diagonalisable dans une base orthonormée et ses valeurs propres sont toutes réelles.
Ce théorème se généralise partiellement dans le cas hermitien : il n'est pas nécessaire que l'endomorphisme soit auto-adjoint pour qu'il soit diagonalisable, il suffit qu'il soit normal, c'est-à-dire qu'il commute avec son adjoint. En revanche, un endomorphisme normal d'un espace euclidien (par exemple : une rotation plane) n'est en général pas diagonalisable.
Tout théorème sur les endomorphismes possède son équivalent en matière de matrices car les deux structures sont isomorphes. Le théorème suivant est une transcription en termes matriciels.
Théorème spectral pour les matrices — 
Soit A une matrice symétrique réelle (resp. hermitienne complexe), alors il existe une matrice P orthogonale (resp. unitaire) et une matrice D diagonale dont tous les coefficients sont réels, telles que la matrice A est égale à PDP-1.
Pour des démonstrations de ces théorèmes, voir le § « Dimension finie » de l'article Endomorphisme autoadjoint, ainsi que les articles Endomorphisme normal et Orthogonalisation simultanée, pour leurs généralisations.

## Classification des quadriques

### Cas d'une quadrique homogène

Certains axes de symétrie de l'hyperboloïde à deux nappes ne croisent pas la quadrique. Tel est le cas pour les axes horizontaux.

Si l'approche algébrique est la plus générale et la plus concise, la géométrie permet néanmoins d'établir certains résultats. Cette voie fut celle de Cauchy. Nous utiliserons la formalisation moderne issue de la géométrie différentielle, relativement différente de celle analytique du XIXe siècle.
Soit E un espace vectoriel euclidien de dimension n, B = (ei) une base orthonormale de E et S une surface quadrique définie par une forme quadratique Ψ. L'objectif est d'étudier les extrema de Ψ sur la variété différentielle qu'est la sphère de rayon l'unité. Ici le terme d'extremum de la quadrique désigne un point de cette nature, elle permet de trouver des axes de symétries même si un tel axe ne croisent pas la surface, comme dans le cas de l'hyperboloïde à deux nappes.
Axe de symétrie et vecteur propre — 
Un vecteur u de la sphère unité correspond à un extremum local pour la forme Ψ si et seulement s'il est vecteur propre de l'endomorphisme autoadjoint a associé à la forme Ψ. Un tel vecteur est la direction d'un axe de symétrie de la quadrique.
En effet, la fonction Ψ ainsi que la sphère en tant que variété différentielle sont de classe C∞, les extrema se caractérisent donc par des annulations de différentielles. Plus précisément, u est un extremum local si et seulement si le noyau de Ψ est inclus dans l'espace tangent à la sphère au point u.
La sphère est l'image réciproque de {1} par l'application qui à un vecteur v associe ⟨v, v⟩. La différentielle de cette application en v est la forme linéaire qui au vecteur h associe 2⟨v, h⟩. Son noyau est donc l'hyperplan orthogonal de v. Soit a l'endomorphisme autoadjoint associé à la quadrique, Ψ est alors l'application qui à un vecteur v associe ⟨a(v), v⟩. Sa différentielle en u est l'application qui, à un vecteur h, associe le scalaire DΨu(h) égal à 2⟨a(u), h⟩.
Comme u est un vecteur extremum, DΨu est nul sur l'hyperplan orthogonal de u, le vecteur a(u) est donc orthogonal à l'orthogonal de u, ce qui signifie qu'il est colinéaire à u. C'est bien la définition d'un vecteur propre.
Réciproquement, si u est un vecteur propre, alors le théorème précédent sur les endomorphismes autoadjoints montre que l'orthogonal de u est stable par a et donc que le noyau de DΨu est bien l'orthogonal de u, ce qui montre que le vecteur est un extremum.
Montrons enfin que u définit un axe de symétrie de la quadrique. Soit v un vecteur quelconque de la quadrique. v est somme d'un vecteur colinéaire à u et d'un vecteur w orthogonal : v = αu + h. Si λ est la valeur propre de u, alors l'image ω de w par la symétrie axiale de direction u est ω = αu - h. Il suffit alors de montrer que Ψ(ω) est égal à Ψ(v). Cette propriété est une conséquence directe du fait que u est orthogonal à h :
Les résultats algébriques précédents permettent de conclure :
Existence de n axes de symétries — 
Toute quadrique homogène possède n axes de symétries orthogonaux deux à deux.
En effet, il existe une base orthogonale de vecteurs propres de a.

### Cas d'une quadrique non dégénérée
Si le cas réellement intéressant est celui que la quadrique homogène, à cause de sa dimension algébrique. Il n'est pas inutile que classifier les quadriques. Dans le cas général, une quadrique comporte aussi des termes d'ordre 1, le polynôme est alors la somme d'une forme quadratique, d'une forme linéaire et d'une constante. En utilisant les notations précédentes il existe alors un vecteur b tel que la quadrique possède pour image d'un vecteur v quelconque ⟨a(v), v⟩ + ⟨b, v⟩ - c. Si l'application a est un automorphisme, c'est-à-dire s'il est bijectif, alors la forme quadratique associée ainsi que la quadrique sont qualifiées de non dégénérée. Un simple changement de l'origine permet de se ramener à la situation précédente.
Supposons a bijectif, alors 1/2.b admet un antécédent β par a. Le polynôme P prend la forme suivante :
On en déduit l'égalité :
La situation est donc géométriquement analogue à la précédente.

### Cas général

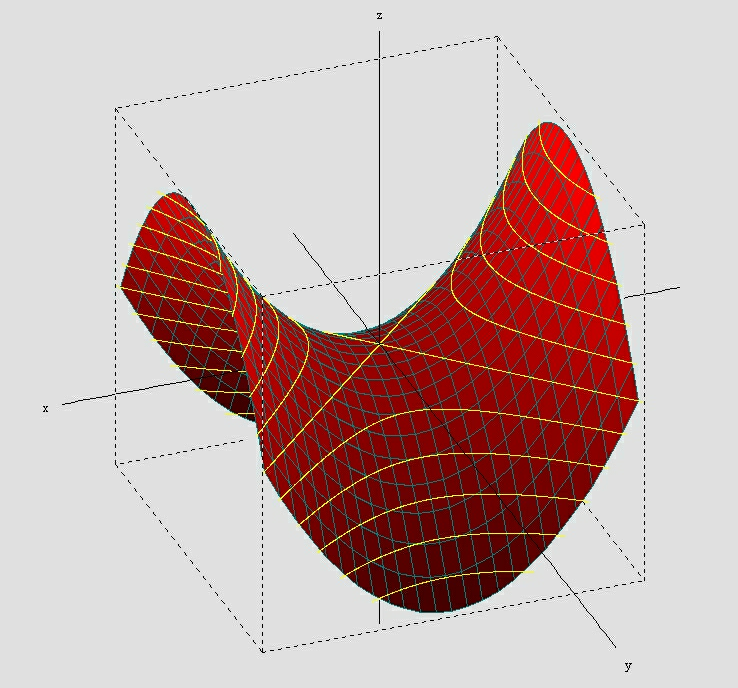
Même dans le cas dégénéré, les axes principaux sont parfois aussi des axes de symétries, comme c'est le cas pour le paraboloïde hyperbolique.

L'analyse précédente permet d'établir une rapide classification des quadriques. Le cas général est entièrement traité si le vecteur b est dans l'image de l'endomorphisme a. Il correspond à une équation de la forme :
ε désigne ici un entier égal à 0 ou à 1. La base dans laquelle les coordonnées s'expriment est orthogonale mais n'est plus normée, la norme des vecteurs est choisie pour égaler à 1 ou son inverse[pas clair] les coefficients de la quadrique. La quadrique est non dégénérée si et seulement si j est égal à n.
Dans le cas où la quadrique est dégénérée et ou b n'est pas dans le noyau de l'endomorphisme a. Il est alors possible de choisir comme dernier vecteur de la base un élément de la droite de direction b. Et, quitte à translater l'origine, il existe encore une base orthogonale tel que l'équation de la quadrique prenne la forme suivante :
Dans ce cas, j est toujours strictement plus petit que n, les vecteurs propres de la forme quadratique ne sont plus toujours des axes de symétrie comme le montre le paraboloïde de l'introduction. Pour cette raison, et pour obtenir un vocabulaire parfaitement générique, on appelle axe principal toute droite passant par l'origine (une fois la translation réalisée) et de direction une droite de vecteurs propres.

## Applications

### Pendule de d'Alembert à deux boules

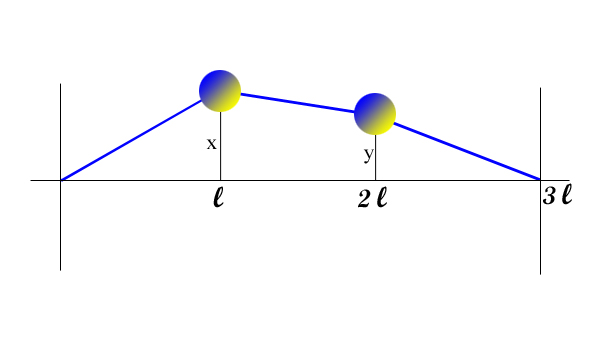
La corde vibrante est ici modélisée par un pendule dont la masse est concentrée en deux points régulièrement espacés.

D'Alembert, dans la deuxième édition de son traité de dynamique, propose de résoudre l'équation du pendule illustré sur la figure de droite. La corde est élastique et de masse nulle, les deux parois sur lesquelles elle est maintenue sont fixes. Enfin, les oscillations des deux masses, dont les coordonnées verticales sont notées x et y, sont petites devant l. Les deux boules sont régulièrement espacées et de même masse. Dans ce contexte la première masse reçoit une force verticale, proportionnelle à -2x + y et la deuxième à -2y + x.
Si E est l'espace vectoriel des couples (x, y), f la fonction du temps à valeur dans E décrivant la trajectoire du pendule, a l'endomorphisme défini par la matrice suivante, il existe une constante k telle que :
L'endomorphisme a dispose d'une matrice réelle symétrique, il est donc autoadjoint. L'existence d'une base orthonormée diagonalisant a permet de séparer les variables et donc de résoudre l'équation différentielle. D'Alembert, qui ne dispose pas de ce formalisme, utilise le théorème grâce à la méthode d'Euler dite des coefficients indéterminés. Elle se fonde sur l'utilisation du changement de variable suivant, si λ est un réel :
Choisir {\displaystyle 1} pour valeur de λ permet de séparer les variables, le système devient :
En termes modernes, u et v correspondent à deux vecteurs propres de a formant une base orthonormale dont les coordonnées dans la base canonique est 2⁄√2 (1, 1) et 2⁄√2 (-1, 1).

### Pendule de d'Alembert à trois boules

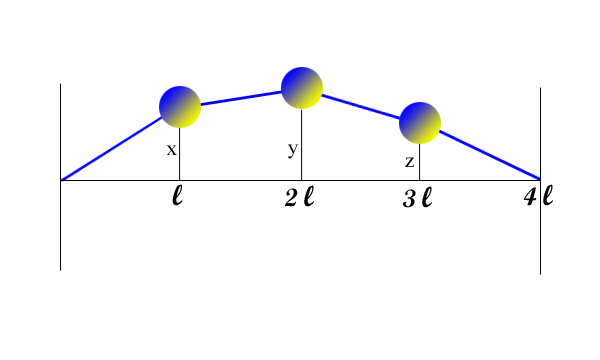
La corde vibrante est ici modélisée par un pendule dont la masse est concentrée en trois points régulièrement espacés.

Les hypothèses et notations sont équivalentes à celles du paragraphe précédent, l'espace vectoriel E est maintenant celui des triplets (x, y, z).
Il existe une base orthonormée de vecteurs propres, d'après le théorème de l'article. Le calcul du polynôme caractéristique P[X] donne les valeurs propres λ1, λ2 et λ3 :
On en déduit les trois vecteurs propres associés :

## Généralisations

### Réciproque
Si un endomorphisme est diagonalisable dans une base orthonormée et si ses valeurs propres sont toutes réelles, alors il est clairement auto-adjoint.
En revanche, un endomorphisme est le plus souvent diagonalisable sans être normal. Il suffit, par exemple, de considérer un endomorphisme dont les racines du polynôme caractéristique sont toutes distinctes et dont les vecteurs propres ne forment pas une base orthogonale.

### Généralisation en dimension finie
Il est possible d'étudier la diagonalisabilité d'un endomorphisme sans utiliser le produit scalaire, en passant par l'étude de son polynôme caractéristique. Le résultat le plus précis est qu'un endomorphisme d'un espace vectoriel de dimension finie est diagonalisable si et seulement si son polynôme minimal est scindé et ne contient aucune racine multiple.
Le cas général est traité par Camille Jordan en 1870 : même si l'endomorphisme n'est pas diagonalisable, une forme canonique existe toujours, permettant ainsi la réduction de l'endomorphisme.

### La dimension infinie
La tentation de généraliser le théorème à la dimension infinie est grande. L'exemple historique de la théorie est celui d'une corde vibrante, une modélisation exacte suppose une infinité de masses et impose donc un espace de dimension infinie. D'autres équations aux dérivées partielles se modélisent par un passage à la dimension infinie. Celle de la propagation de la chaleur est un exemple.
On a, dans les espaces de Hilbert, la généralisation suivante :
Théorème spectral pour les espaces de Hilbert — Un opérateur compact A sur un espace de Hilbert complexe H est normal si et seulement s'il existe une base hilbertienne de H formée de vecteurs propres pour A.
(Un opérateur non compact ou non normal peut n'avoir aucun vecteur propre.)